# Lac Cowichan
Le lac Cowichan est situé dans le sud de l'île de Vancouver en Colombie-Britannique au Canada. Il se trouve à environ 30 km au sud de Nanaimo et à environ 65 km au nord-ouest de Victoria à vol d'oiseau.

## Géographie
Avec une superficie de 62 km2, il s'agit du second plus grand lac de l'île de Vancouver. Il possède une forme longue et effilée. Sa profondeur maximale est de 152 m.
Il donne naissance à la rivière Cowichan.

## Faune
Le lac abrite plusieurs espèces de saumons (Chinook, Coho) et de truites, ainsi que des épinoches et chabots piquants.

## Présence humaine
La plus grande municipalité au bord du lac est la ville de Lake Cowichan située à la pointe sud-est du lac et accessible via l'autoroute provinciale 18.